# Steve Blake
Pour les articles homonymes, voir Blake.
Steven Hanson Blake né le 26 février 1980 à Hollywood, Floride, est un joueur puis entraîneur américain de basket-ball. En tant que joueur, il évolue au poste de meneur.

## Carrière junior
Blake a étudié dans le lycée de Miami (Floride) où il a été une figure centrale de l'un des plus grands scandales de recrutement en Floride. Après avoir été interdit de jouer dans tout lycée de Floride, il joue à l'Oak Hill Academy puis dans le Maryland.

## Carrière universitaire
Après le lycée, il est recruté par l'équipe des Terrapins de l'université du Maryland. Blake est titulaire de l'équipe dès sa première année. Il est le premier joueur de l'Atlantic Coast Conference à réaliser 1 000 points, 800 passes, 400 rebonds et 200 interceptions sur sa carrière. Il finit sa carrière cinquième meilleur passeur de l'histoire de la NCAA avec 972 passes, derrière Bobby Hurley qui est numéro 1 absolu avec 1 076 passes. Largement connu pour ses capacités de pénétration, Blake a aidé les Terrapins à atteindre le Final Four NCAA en 2001 et à remporter le tournoi en 2002. Lors de son année senior, il marque onze points de moyenne par match. Sur ses quatre années universitaires, il offre en moyenne 6 passes par rencontre, et même 7,9 et 7,1 lors des saisons 2002 et 2003. Blake est nommé dans diverses équipes-type durant sa carrière, y compris les équipes débutantes et défensives. Au début de la saison 2003-2004 de basket-ball et en hommage à sa carrière universitaire, le numéro 25 du maillot de Blake est le 15e à être retiré des numéros disponibles des Terrapins.

## Carrière de joueur en NBA

### Wizards de Washington (2003-2005)
Blake est choisi par les Wizards de Washington en 38e position de la draft 2003 de la NBA. Lors de sa première saison, il marque 5,9 points de moyenne et offre 2,8 passes décisives en 18,6 minutes de jeu par rencontre (75 matchs joués). Dans sa deuxième saison le temps de jeu de Blake diminue à 14,7 minutes et il joue seulement 44 matchs.

### Trail Blazers de Portland (2005-2006)
En septembre 2005, Blake (alors libre de tout contrat avec les Wizards) rejoint les Trail Blazers de Portland. Il retrouve une seconde fois son ancien coéquipier des Terrapins du Maryland et des Wizards de Washington Juan Dixon, qui a signé avec les Trail Blazers en 2005.
Dans la première saison de Blake avec les Blazers, il est titulaire et joue un rôle significatif quand Sebastian Telfair se blesse. Le temps de jeu de Blake augmente de 14,7 minutes et 44 matchs avec une titularisation dans saison NBA 2004-05 à 26,2 et 68 matchs avec 57 titularisations lors de la saison NBA 2005-06.

### Bucks de Milwaukee (2006-Jan. 2007)
En juillet 2006, Blake est envoyé avec Brian Skinner et Ha Seung-jin aux Bucks de Milwaukee contre Jamaal Magloire.

### Nuggets de Denver (Jan. 2007-2007)
Le 11 janvier 2007, Blake est envoyé aux Nuggets de Denver en échange d'Earl Boykins et de Julius Hodge. Blake débute 40 des 49 matchs restants de la saison 2006-2007 et dans les cinq matchs de playoff auquel participe les Nuggets. Les Nuggets perdent 4-1 au premier tour des playoffs face aux Spurs de San Antonio.

### Trail Blazers de Portland (2007-Fév. 2010)

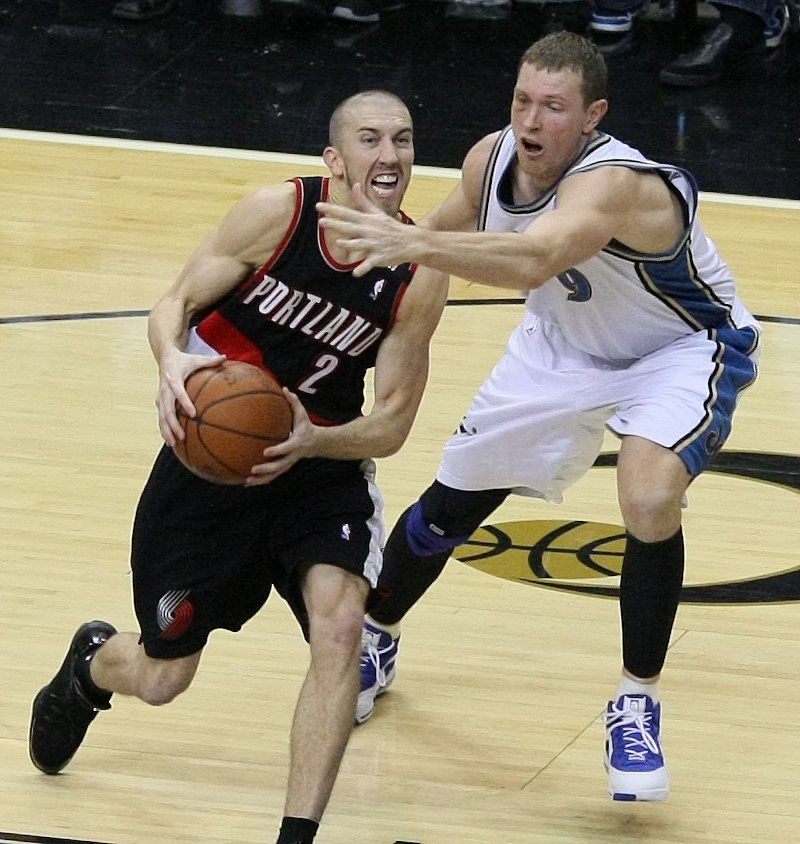
Steve Blake sous le maillot des Trail Blazers

Le contrat de Blake se termine le 1er juillet 2007 et il signe un contrat de 3 ans avec les Trail Blazers de Portland le 13 juillet 2007.
Le 22 février 2009, il égale le record de John Lucas du nombre de passes décisives dans un quart-temps (14) face aux Clippers de Los Angeles.

### Clippers de Los Angeles (Fév. 2010-2010)
Le 16 février 2010, en manque de pivots après les blessures de Greg Oden et Joel Przybilla, il est envoyé aux Clippers en compagnie de Travis Outlaw en échange de Marcus Camby.

### Lakers de Los Angeles (2010-Fév. 2014)

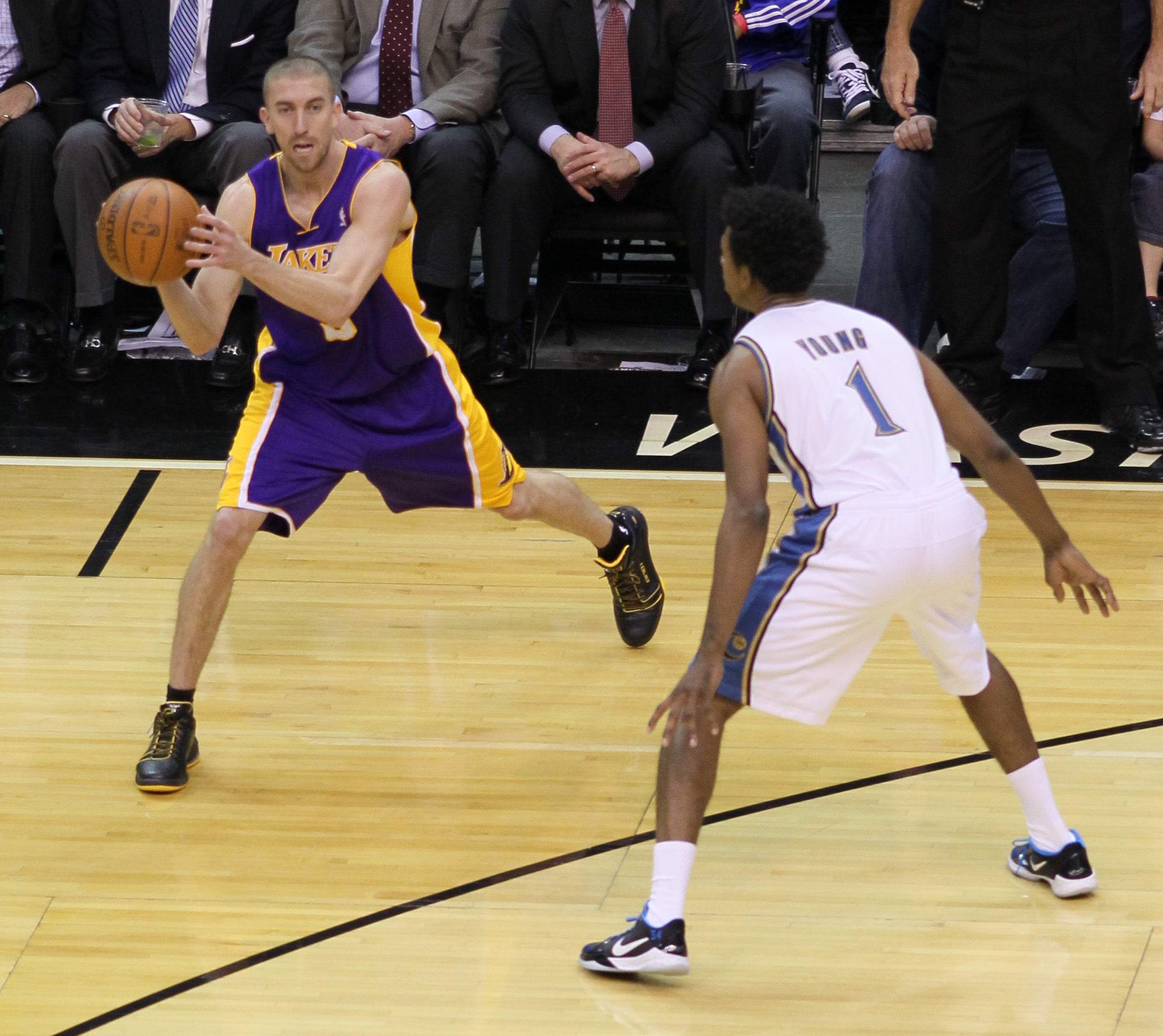
Steve Blake sous le maillot des Lakers

Le 3 juillet 2010, il rejoint l'autre club de Los Angeles, les Lakers où il s'engage pour quatre ans, pour remplacer Jordan Farmar, parti aux Nets du New Jersey,.
Le 17 mai 2012, après le match 2 perdu chez le Thunder d'Oklahoma City, Blake est menacé de mort à cause du trois points de la victoire qu'il a raté.
Le 2 novembre 2012, lors de la défaite des siens contre les Clippers de Los Angeles, à 40 secondes du terme de la rencontre, il insulte un spectateur et écope de 25 000 $ d'amende. Quelques jours plus tard, il souffre d’une élongation aux abdominaux. Le 5 décembre, il est opéré du muscle abdominal. En février 2013, il effectue son retour à l'entraînement. En avril 2013, durant les playoffs, il se blesse aux ischios lors du match 2 contre les Spurs de San Antonio et manque le reste des playoffs.
En décembre 2013, il se blesse à l'épaule. Le 30 janvier 2014, il fait son retour à l'entraînement.

### Warriors de Golden State (Fév.-Mai 2014)
Le 19 février 2014, Steve Blake s'engage avec les Warriors, échangé contre Kent Bazemore et MarShon Brooks, afin de suppléer Stephen Curry,.

### Trail Blazers de Portland (2014-2015)
Durant l'été 2014, il retourne à Portland chez les Trail Blazers.
Le 13 mars 2015, il termine un match avec une ligne de statistiques vierge hormis dans le domaine des passes décisives puisqu'il en distribue sept en quinze minutes.
Le 29 juin 2015, il active sa "player option" et choisit donc de rester à Portland jusqu'en 2016.

### Pistons de Détroit (2015-2016)
Le 25 juin 2015, le soir de la draft 2015 de la NBA, il est transféré avec Rondae Hollis-Jefferson aux Nets de Brooklyn contre Mason Plumlee.
Le 13 juillet 2015, il est transféré aux Pistons de Détroit contre Quincy Miller.

## Carrière d'entraîneur en NBA
En juin 2019, Blake devient entraîneur adjoint de l'entraîneur Monty Williams aux Suns de Phoenix. Il ne fait plus partie de l'effectif en juillet 2020.

## Records NBA
Les records personnels de Steve Blake, officiellement recensés par la NBA sont les suivants :
| Type de statistique        | Saison régulière | Saison régulière                                   | Saison régulière              | Playoffs | Playoffs                                    | Playoffs                    |
| Type de statistique        | Record           | Adversaire                                         | Date                          | Record   | Adversaire                                  | Date                        |
| -------------------------- | ---------------- | -------------------------------------------------- | ----------------------------- | -------- | ------------------------------------------- | --------------------------- |
| Points                     | 25               | @ Trail Blazers de Portland                        | 14 janvier 2007               | 19       | Nuggets de Denver                           | 12 mai 2012                 |
| Paniers marqués            | 9                | @ Trail Blazers de Portland Sixers de Philadelphie | 14 janvier 2007 23 mars 2009  | 7        | Nuggets de Denver                           | 12 mai 2012                 |
| Paniers tentés             | 20               | Sixers de Philadelphie Rockets de Houston          | 23 mars 2009 17 avril 2013    | 15       | @ Spurs de San Antonio                      | 24 avril 2013               |
| Paniers à 3 points réussis | 6                | @ Kings de Sacramento @ Bucks de Milwaukee         | 21 novembre 2008 21 mars 2009 | 5        | Nuggets de Denver                           | 12 mai 2012                 |
| Paniers à 3 points tentés  | 12               | 3 fois                                             |                               | 7        | @ Rockets de Houston @ Spurs de San Antonio | 24 avril 2009 24 avril 2013 |
| Lancers francs réussis     | 12               | Pacers d'Indiana                                   | 24 janvier 2004               | 3        | Rockets de Houston                          | 28 avril 2009               |
| Lancers francs tentés      | 13               | Pacers d'Indiana                                   | 24 janvier 2004               | 4        | Rockets de Houston                          | 28 avril 2009               |
| Rebonds offensifs          | 3                | 6 fois                                             |                               | 3        | Nuggets de Denver                           | 8 mai 2012                  |
| Rebonds défensifs          | 10               | 3 fois                                             |                               | 7        | Thunder d'Oklahoma City                     | 18 mai 2012                 |
| Rebonds totaux             | 10               | 3 fois                                             |                               | 8        | Thunder d'Oklahoma City                     | 18 mai 2012                 |
| Passes décisives           | 18               | @ Timberwolves du Minnesota                        | 14 février 2007               | 10       | @ Rockets de Houston                        | 24 avril 2009               |
| Interceptions              | 7                | @ Nuggets de Denver                                | 16 avril 2014                 | 4        | @ Spurs de San Antonio                      | 21 avril 2013               |
| Contres                    | 2                | 5 fois                                             |                               | 2        | @ Spurs de San Antonio                      | 21 avril 2013               |
| Balles perdues             | 9                | @ Jazz de l'Utah @ Nuggets de Denver               | 23 mars 2004 3 avril 2010     | 4        | Spurs de San Antonio @ Rockets de Houston   | 30 avril 2007 30 avril 2009 |
| Minutes jouées             | 50               | Trail Blazers de Portland                          | 2 février 2007                | 43       | @ Rockets de Houston                        | 26 avril 2009               |

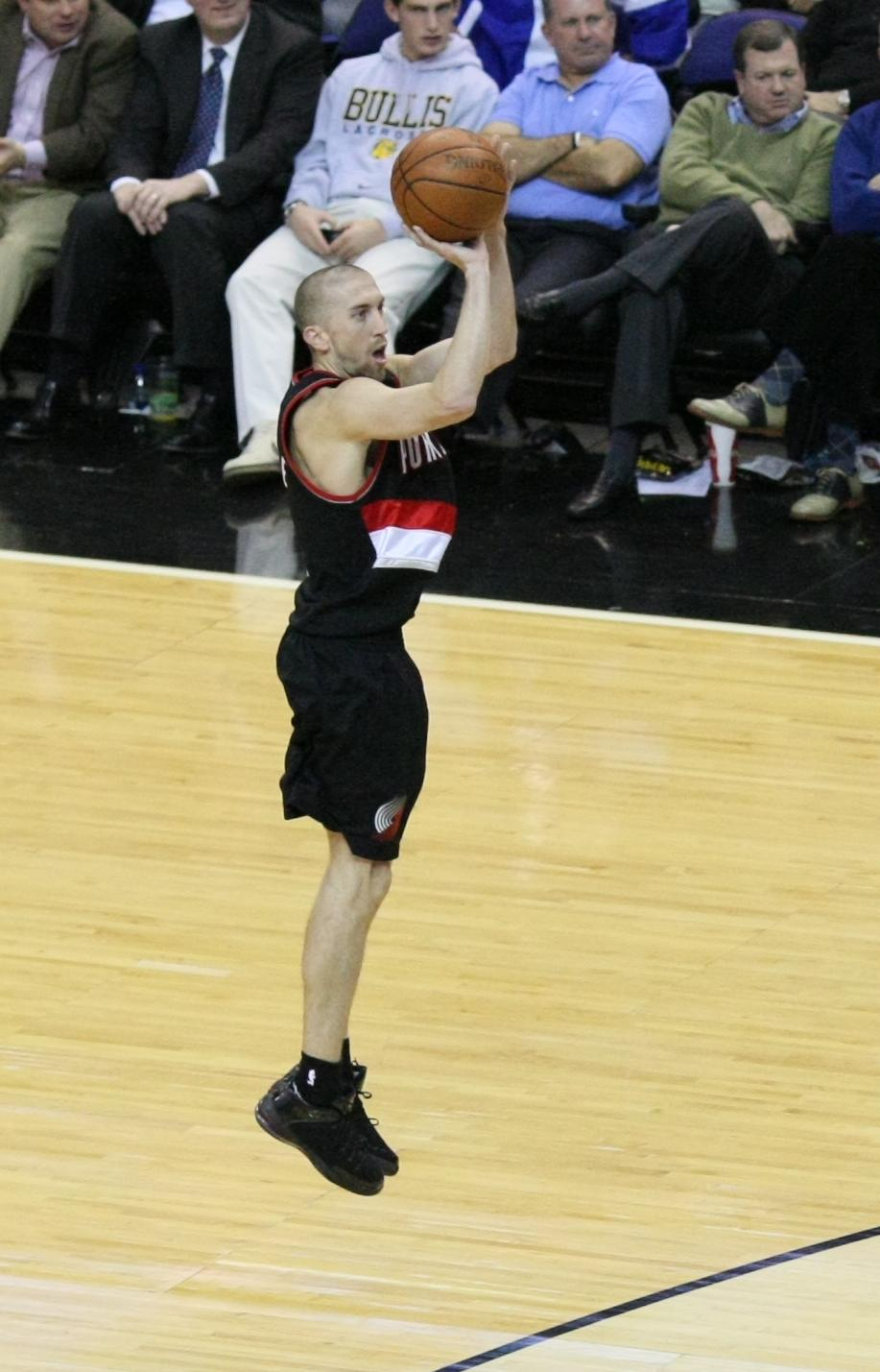
Steve Blake en décembre 2008.

- Double-double : 22 (dont 1 en playoffs) (au terme de la 2014/2015)
- Triple-double : 2

- 14 passes décisives en un seul quart-temps le 22 février 2009 contre les Clippers de Los Angeles, il est codétenteur de ce record avec John Lucas[21].

## Palmarès
- Champion de la Division Pacifique en 2011 et 2012 avec les Lakers de Los Angeles.

## Sources et références
1. ↑  Dimitri Kucharczyk, « Steve Blake, nouveau meneur de jeu des Lakers », sur basketusa.com, 3 juillet 2010
2. ↑  « Steve Blake signe aux Lakers », L'Équipe, 3 juillet 2010 (consulté le 8 juillet 2010)
3. ↑  Alain Mattei, « Steve Blake menacé de mort après le Game 2 », sur basketusa.com, 18 mai 2012
4. ↑  Fabrice Auclert, « Steve Blake sanctionné pour avoir insulté un spectateur », sur basketusa.com, 6 novembre 2012
5. ↑  Fabrice Auclert, « LA Lakers : Steve Blake également blessé », sur basketusa.com, 13 novembre 2012
6. ↑  Benjamin Adler, « Steve Blake absent encore 6 à 8 semaines », sur basketusa.com, 3 décembre 2012
7. ↑  Dimitri Kucharczyk, « Steve Blake de retour la semaine prochaine », sur basketusa.com, 27 janvier 2013
8. ↑  Fabrice Auclert, « Les Lakers perdent Steve Blake », sur basketusa.com, 25 avril 2013
9. ↑  Fabrice Auclert, « Steve Blake absent jusqu’à nouvel ordre ! », sur basketusa.com, 25 avril 2013
10. ↑  Dimitri Kucharczyk, « Steve Blake absent six semaines ! », sur basketusa.com, 12 décembre 2013
11. ↑  Dimitri Kucharczyk, « Steve Nash, Steve Blake et Jordan Farmar de retour à l’entraînement des Lakers », sur basketusa.com, 30 janvier 2014
12. ↑  (en) « Lakers deal Blake to Warriors for two players », sur nba.com, 19 février 2014
13. ↑  Fabrice Auclert, « LA Lakers : Steve Blake échangé aux Warriors », sur basketusa.com, 20 février 2014
14. ↑  Jonathan Demay, « La feuille de stats unique de Steve Blake », sur basketusa.com, 14 mars 2015 (consulté le 14 juillet 2015)
15. ↑  Dimitri Kucharczyk, « Portland : Steve Blake prolonge jusqu’en 2016 », sur basketusa.com, 19 juin 2015 (consulté le 14 juillet 2015)
16. ↑  Jeremy Le Bescont, « Mason Plumlee vers Portland, Steve Blake et Rondae Hollis-Jefferson à Brooklyn », sur basketusa.com, 26 juin 2015 (consulté le 14 juillet 2015)
17. ↑  Arnaud Gelb, « Brooklyn envoie Steve Blake à Detroit et coupe Cory Jefferson », sur basketusa.com, 14 juillet 2015 (consulté le 14 juillet 2015)
18. ↑  « Steve Blake sera bien assistant de Monty Williams à Phoenix », sur Basket USA (consulté le 10 novembre 2023).
19. ↑  « Steve Blake et Larry Greer ne sont plus assistants de Monty Williams à Phoenix », sur Basket USA (consulté le 10 novembre 2023).
20. ↑  (en) « Steve Blake : Career Stats and Totals », sur nba.com (consulté le 15 avril 2015)
21. ↑  (en) « NBA Individual Regular Season Records for Assists », sur basketball-reference.com